# Ben Zweers
Ben Zweers (12 april 1934) is een Nederlands voormalig profvoetballer, voetbaltrainer en technisch directeur.
Hij begon zijn voetbalcarrière bij amateurclub Rheden, waar hij op vijftienjarige leeftijd in het eerste team debuteerde. Vervolgens ging hij in de Eredivisie spelen bij Elinkwijk en daarna bij Sportclub Enschede. In 1963 ging hij naar N.E.C., waar hij twee seizoenen speelde.
Zweers kwam naar Nijmegen als opvolger van publiekslieveling Hans Verhagen, die in zijn enige seizoen bij N.E.C. 29 keer doel trof. Zweers kwam met 26 goals in de buurt van dit aantal; bovendien scoorde hij twee van de drie Nijmeegse goals in met 3–1 de gewonnen promotiewedstrijd aan het eind van het seizoen 1963/1964 tegen AZ, waardoor N.E.C. naar de eerste divisie promoveerde. In hetzelfde seizoen boekte N.E.C. de grootste competitie-overwinning uit de clubhistorie door met 9–1 te winnen van NOAD. Zweers maakte vijf van de Nijmeegse treffers.
In 1965 ging hij voetballen bij De Graafschap. Hij beëindigde zijn profvoetbalcarrière bij Vitesse en werd vervolgens trainer in het amateurvoetbal, onder andere bij RKHVV en Rheden, waar hij zelf had gevoetbald. Met Rheden won hij als trainer het kampioenschap bij de zondagamateurs in 1977, de Zondag Hoofdklasse B in 1977, 1985 en 1987 en de Districtsbeker Oost in 1979 (zondag) en 1988.
Eind jaren 80 werd Zweers technisch directeur bij De Graafschap. Aan het begin van het seizoen 1989/1990 werd hij hoofdtrainer na het ontslag van Arie Stehouwer. Eind augustus 1989 volgde Simon Kistemaker hem op. Hierna stapte hij ook snel op als technisch directeur.

## Carrièrestatistieken
| Seizoen         | Club               | Land            | Competitie       | Competitie | Competitie | Beker | Beker | Internationaal | Internationaal | Overig | Overig | Totaal | Totaal |
| Seizoen         | Club               | Land            | Competitie       | Wed.       | Dlp.       | Wed.  | Dlp.  | Wed.           | Dlp.           | Wed.   | Dlp.   | Wed.   | Dlp.   |
| --------------- | ------------------ | --------------- | ---------------- | ---------- | ---------- | ----- | ----- | -------------- | -------------- | ------ | ------ | ------ | ------ |
| 1955/56         | Rheden             | Nederland       | Eerste klasse    | –          | 19         | –     | –     | 0              | 0              | –      | –      | –      | 19     |
| 1956/57         | Rheden             | Nederland       | Tweede divisie A | –          | 17         | –     | 3     | 0              | 0              | –      | –      | –      | 20     |
| 1957/58         | Rheden             | Nederland       | Tweede divisie B | –          | 19         | –     | 2     | 0              | 0              | –      | –      | –      | 21     |
| 1958/59         | Rheden             | Nederland       | Tweede divisie B | –          | 6          | –     | 0     | 0              | 0              | –      | –      | –      | 6      |
| 1959/60         | Elinkwijk          | Nederland       | Eredivisie       | 31         | 14         | –     | –     | 0              | 0              | 1      | 0      | 32     | 14     |
| 1960/61         | Elinkwijk          | Nederland       | Eredivisie       | 30         | 3          | 6     | 0     | 0              | 0              | 2      | 0      | 38     | 3      |
| 1961/62         | Elinkwijk          | Nederland       | Eerste divisie B | –          | 6          | –     | 1     | 0              | 0              | 0      | 0      | –      | 7      |
| 1962/63         | Sportclub Enschede | Nederland       | Eredivisie       | 27         | 10         | 2     | 2     | 4              | 0              | 0      | 0      | 33     | 12     |
| 1963/64         | N.E.C.             | Nederland       | Tweede divisie B | –          | 26         | –     | 1     | 0              | 0              | –      | –      | –      | 27     |
| 1964/65         | N.E.C.             | Nederland       | Eerste divisie   | –          | 12         | 1     | 1     | 0              | 0              | –      | –      | –      | 13     |
| 1965/66         | De Graafschap      | Nederland       | Tweede divisie A | –          | 21         | –     | 1     | 0              | 0              | –      | –      | –      | 22     |
| 1966/67         | De Graafschap      | Nederland       | Eerste divisie   | –          | 7          | –     | 0     | 0              | 0              | –      | –      | –      | 7      |
| 1967/68         | Vitesse            | Nederland       | Eerste divisie   | 13         | 3          | 2     | 1     | 0              | 0              | –      | –      | 15     | 4      |
| Carrière totaal | Carrière totaal    | Carrière totaal | Carrière totaal  | –          | 140*       | –     | 12    | 4              | 0              | –      | –      | –      | –      |

## Erelijst
N.E.C.
| Nationaal      |    |         |
| Tweede divisie | 1x | 1963/64 |